# Dagetichthys
Genre
Dagetichthys est un genre de poissons plats de la famille des Soleidae.

## Liste des espèces
Selon World Register of Marine Species (22 janvier 2024) :
- Dagetichthys lakdoensis Stauch & Blanc, 1964 - bassin de la Bénoué, au Cameroun[2]
- Dagetichthys lusitanicus (de Brito Capello, 1868) - côte Atlantique du Sud-Ouest de l'Europe et de l'Afrique[2]
- Dagetichthys marginatus (Boulenger, 1900) - côtes de l'Afrique du Sud[2]

## Classification
Le nom valide complet (avec auteur) de ce taxon est Dagetichthys Stauch & Blanc, 1964,.
Dagetichthys a pour synonyme :
- Trichobrachirus Chabanaud, 1943

## Étymologie
Le nom générique, Dagetichthys, a été choisi en l'honneur de l'ichtyologiste Jacques Daget (1919-2009), ami des auteurs et spécialiste des poissons africains.

## Publication originale
- A. Stauch et M. Blanc, « Dagetichthys lakdoensis n. g., n. sp., Téléostéen Pleuronectiforme du bassin de la Haute-Bénoué », Bulletin du Muséum national d'histoire naturelle, Paris, IN  Groupe, vol. 36, no 2,‎ 1964, p. 172-177 (ISSN 1148-8425 et 2420-1901, OCLC 801819388, BNF 34428233, lire en ligne).